# Зонненгоф Гросашпах
«Зонненго́ф Гросашпа́х» (нім. «SG Sonnenhof Großaspach») — німецький футбольний клуб з Ашпаха. Заснований 25 серпня 1994 року.

## Історія
Клуб був заснований у 1994 році шляхом об'єднання місцевих футбольних клубів «Spvgg Großaspach» і «FC Sonnenhof Kleinaspach». У спортивному клубі налічується 1300 учасників і, на додаток до футбольної секції, в клубі, як види спорту, присутні також боулінг, гімнастика та настільний теніс.
Футболісти клубу двічі досягали Оберліги Баден-Вюртемберг — п'ятої за складністю щаблі в системі футбольних ліг Німеччини. Так, у 2005 році вони грали в цьому дивізіоні, але, при цьому, залишалися в нижчій частині турнірної таблиці весь рік. У сезоні 2008/09 клуб досяг свого найбільшого успіху за всю недовгу історію, зайнявши перше місце в оберлізі і завоював, тим самим, право грати у Регіональній лізі «Південь».